# Chassalia hiernii
Chassalia hiernii là một loài thực vật có hoa trong họ Thiến thảo. Loài này được (Kuntze) G.Taylor mô tả khoa học đầu tiên năm 1944.